# Akdeniz
Akdeniz (1980) é um monumento composto por uma escultura do escultor turco İlhan Koman erigido pela primeira vez na avenida Büyükdere em Istambul, Turquia, em 1980.

## Descrição
É uma das esculturas mais conhecidas de Istambul. Nela está representada uma figura de uma mulher com os braços abertos formados de 112 atiras de chapa grossa de 12 mm (0.47 pul.) com a mesma separação entre cada uma delas. Quando o escultor explica a sensação de um abraço humano, pensa no mar Mediterrâneo, que diz que é a razão do nome de «Akdeniz», palavra turca empregada para denominar o Mediterrâneo. O desenho da escultura, que se baseia numa técnica de corte e dobragem de metal, pesa 4,5 toneladas. Em 1981, a escultura valeu a İlhan Koman o Prémio de Artes Visuais da Fundação Sedat Simavi.

## História
A escultura, que foi encarregada pela companhia de seguros Halk Sigorta —mais tarde chamada Yapı Kredi Sigorta—, se ergueu inicialmente em frente à sede da companhia na avenida Büyükdere. Em 2005, a escultura foi transferida temporariamente para a praça Galatasaray para uma exposição de İlhan Koman; e um tempo depois, quando Halk Sigorta se transferiu para Yapı Kredi Sigorta, foi transladada para a sede de Yapı Kredi em Levent, um bairro e uma das principais zonas de negócios de Istambul.
Pessoas que protestavam sobre uma questionável invasão terrestre de Israel na Faixa de Gaza durante o conflito entre Israel e Gaza do ano de 2014, assolaram a escultura, que estava situada ao lado do consulado geral de Israel. Após estes eventos, os residentes de Edirne iniciaram uma petição para levar a escultura para a sua cidade; o distrito Muratpaşa da província de Antália também queria albergar a escultura em seu distrito, e também começou os pedidos de transladação para aquele local. Em 2017, a escultura transladou-se para um lugar, onde se pode ver desde o terceiro andar do edifício de Arte Cultural Yapı Kred que se construiu na Avenida de İstiklal.